# Giuseppe Bruni
Giuseppe Bruni (* 1827 in Triest,
Kaisertum Österreich; † 18. August 1877 in Triest, Österreich-Ungarn) war ein italienischer Ingenieur und Architekt des Historismus.

## Leben
Giuseppe Bruni wurde im Jahre 1827 als Sohn von Angelo Bruni und Teresa (geb. Coretti) in Triest geboren. Nach dem Besuch der Kunstakademie Venedig, war Bruni erst in der maritimen und zivilen Bauwirtschaft seiner Heimatstadt tätig. Ab 1870 beteiligte er sich als Architekt an den Planungen um die Piazza Grande. Vom damaligen Triestiner Bürgermeister Massimiliano d’Angeli wurde er 1872 mit seinem eklektizistischen Entwurf für das zu bauende Rathaus beauftragt. Bruni starb 1877 im Alter von 50 Jahren.

## Werk

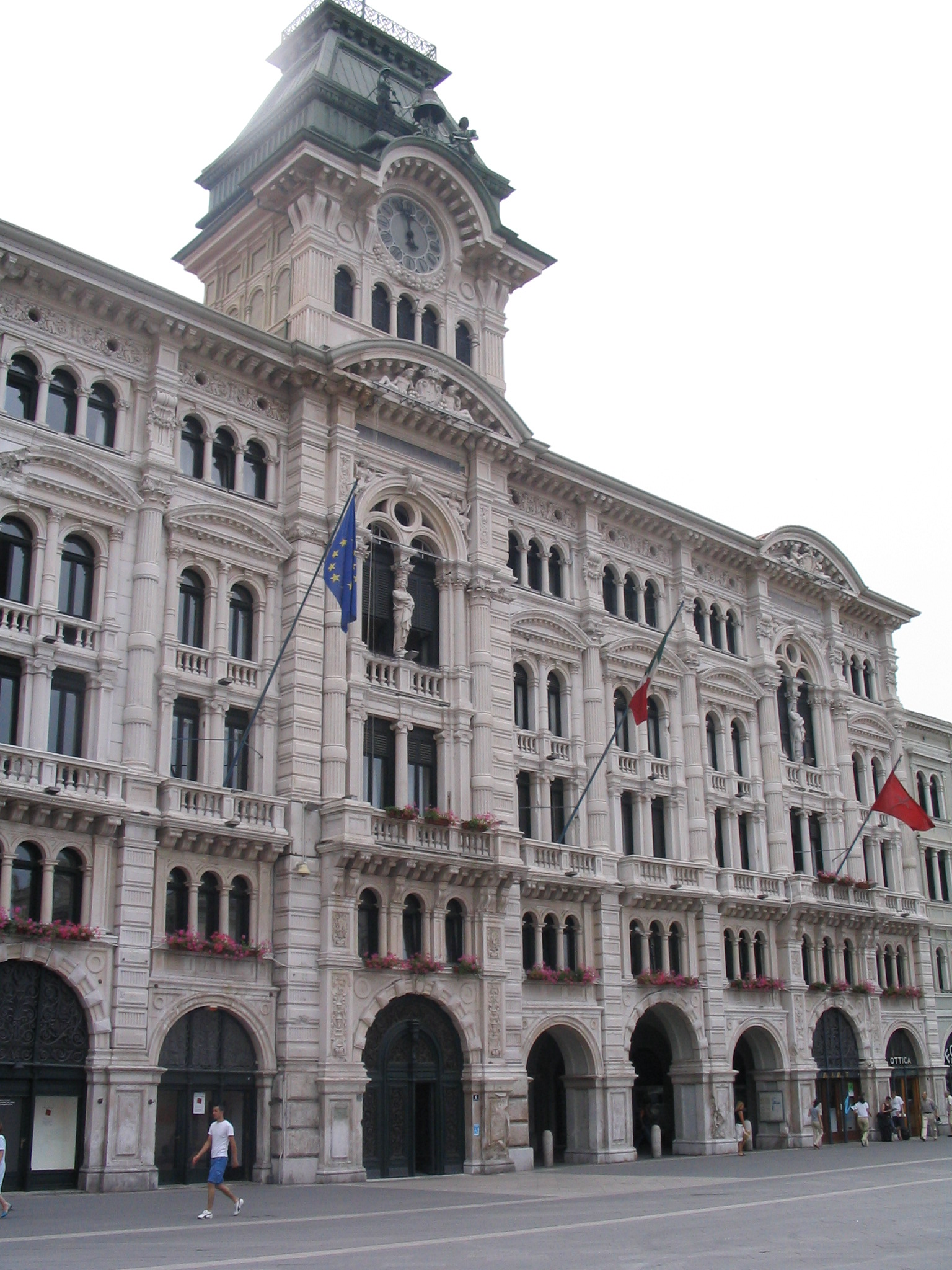
Munizipialpalast Triest (1875)

### Bauten (Auswahl)
- 1871–1873: Palazzo Modello, Triest
- 1872–1874: Grand Hotel Europa, Rijeka (heute Verwaltungssitz der Gespanschaft Primorje-Gorski kotar)
- 1872–1875: Palazzo del Municipio (Rathaus), Triest